# Орля (Кам'янецький район)
Орля (Ву́рля, пол. Orla, біл. Орля) — село в Білорусі, Берестейської області Кам'янецького району. Орган місцевого самоврядування — Вовчинська сільська рада. До 1939 року — ґміна Вовчин (Польща). Належить до церковного приходу села Огородники. Найближча залізнична станція — Лищиці, розташована за 16, 5 км. Старе місце села довший час було закрите для вільного відвідування місцевими жителями. Тепер доступна північно-східна частина. Уся територія знаходиться в прикордонній смузі. Вимираюче село. Місцевий магазин орієнтується на обслуговування працівників газосховища.

## Назва

Вежа Прибузького газосховища

Належить до великої групи назв, які утворені зі слова орел (Орлянки, Орли, Орловичи, Орлє). Зв'язок з птахами підкріплюється тим, що за 40 км лежить містечко Вуорля на ріці Вуорлянці, яке використовує герб з зображенням чорного орел. На сьогоднішній день помітних великих популяцій орлиних в околиці села нема. Найбільший з них орлан-білохвіст занесений в Червону Книгу Республіки Білорусь.
Існують також південно-слов'янська і західно-балтська версії.

## Географія
Розташоване в поріччі річки Пульви, за 57 км на південний захід від Кам'янця.

## Історія
У XVII столітті селом володіли магнати Завиші та Радзивілли, пізніше Красінські. У 1930-і роки діяв комітет КПЗБ. У зв'язку з встановленням в 1939 році кордону СРСР на Західному Бузі, більшість жителів виселене до Гремячі. В 1940—1941 роках на його землях побудовано кілька бункерів Берестейського укріпленого району. Менша частина ДОТів зруйнована німецькими військами. У 1941 році селяни повернулись у село. Під час Другої світової війні в селі працювала початкова школа. У 1944 році виселене з прикордонної смуги. З початком примусової колективізації жителі масово почали виїжджати у інші населені пункти СРСР. З 1980-х років постійне місце бурової вахти. У 2000 році тут почалася експлуатація Прибузького підземного газового сховища.

Камінь-слідовик

## Населення
Місцеве населення розмовляло північнозагородською говіркою західнополіського говору української мови. Земельний наділ мав назву ґрунт (12 га). Перед весіллям проводився обряд «дивоснуби». Колядування в селі тривало тиждень, у ньому брали участь як місцеві жителі, так і молодь з сусідніх сіл. Одним з традиційних занять було розведення коней. Значна частина чоловіків працювала на сезонних роботах на кінному заводі «Вигода» в Янові-Підляському.
Згідно з переписом населення 1921 року в Вурлі було 136 жителів: 66 чоловіків і 70 жінок. Усі православні. У 1930-ті роки на хуторах оселилося кілька родин поляків-осадників. Більшість з них в 1944-45 роках виїхали в Польщу. На землях осадників розташована східна половина сучасного села.
За переписом населення Білорусі 2009 року чисельність населення села становила 16 осіб.

## Сакральне
В урочищі Козенські розташовано кілька криничок. Над найбільшою з них Берестейським міжрайонним культурно-просвітницьким громадським об'єднанням «Зов» і місцевими парафіянами споруджена каплиця з купальнею. Включено до туристичного маршруту «Високівське кільце». Місце паломництва, доглядається місцевим священиком. За 200 метрів на захід від неї розташований камінь-слідовик. Населення поширює чутки, що прикордонники бачили на старому місці села привид.